# Opacinota
Opacinota is een geslacht van kevers uit de familie bladkevers (Chrysomelidae).
De wetenschappelijke naam van het geslacht werd in 1986 gepubliceerd door Norman Denbigh Riley.

## Soorten
- Opacinota bisignata (Boheman, 1855)